# Назаров, Георгий Николаевич
Георгий Николаевич Назаров (1908—1985) — конструктор авиационной техники. Лауреат Ленинской премии.

## Биография
За три года окончил техникум путей сообщения в Тифлиси. В 1930 году по рекомендации, выданной ему управлением Закавказской железной дороги, Г. Н. Назаров был принят на третий курс нового факультета Ленинградского института путей сообщения — дирижаблестроения. После окончания института, Назаров был оставлен на кафедре строительной механики института в качестве преподавателя.
В 1933 году он стал преподавателем курса конструкций и расчетов на прочность дирижаблей в московском институте дирижаблестроения (будущий МАТИ); некоторое время он заведовал кафедрой в этом институте.
В 1937 году Г. Н. Назаров перешёл на работу ОКБ С. А. Кочеригина. После двух лет работы в бригаде прочности Назаров перешёл в лабораторию статических (прочностных) испытаний самолетов и вскоре стал ведущим инженером по испытаниям.
С началом войны, конструкторское бюро, входившее в Спецтехотдел НКВД, было эвакуировано в Омск. Г. Н. Назаров был назначен заместителем главного конструктора Д. Л. Томашевича; принимал участие в разработке истребителя «110» и одноместного штурмовика-бомбардировщика «Пегас». После ликвидации КБ Томашевича, стал одним из заместителей В. М. Мясищева. В 1943 году вместе с Мясищевым он был переведён в Казань — в должности заместителя начальника КБ по серийному производству самолётов Пе-2. В дальнейшем он принял активное участие в строительстве и лётных испытаний существенно модифицированного Пе-2И.
В феврале 1946 года — КБ было расформировано. Г. Н. Назаров вместе с Мясищевым получили предложение преподавать в МАИ. Общая преподавательская деятельность на кафедре самолётостроения ещё более сблизили этих людей.
Для того, чтобы доказать возможность создания стратегического дальнего бомбардировщика Назаров предложил план параметрических исследований самолетов. Параметрические исследования — это кропотливая инженерная работа, требовавшая значительного количества расчетов и графических построений. Во времена, когда логарифмическая линейка была основным счётным инструментом конструктора, эти расчеты заняли у Г. Н. Назарова многие вечера. Но главное было в том, что в результате этой кропотливой работы у энтузиастов — Мясищева и Назарова — появились требующиеся объективные материалы. По просьбе Мясищева, их с Назаровым доклад о результатах параметрических исследований (применительно к стратегическому самолету) был заслушан на специальном заседании научно-технического совета ЦАГИ, на котором председательствовал начальник ЦАГИ академик А. И. Макаревский, участвовали будущие академики С. А. Христианович, В. В. Струминский, Г. С. Бюшгенс и другие специалисты. Результатом стало положительное заключение.
В 1950 году Назаров был направлен на конструкторскую работу в ОКБ-1 подмосковного авиазавода.
24 марта 1951 года вышло решение правительства об организации ОКБ-23; Г. Н. Назаров был назначен первым заместителем генерального конструктора — В. М. Мясищева. Первый самолёт спроектированный и построенный ОКБ, М-4, поднялся в воздух уже 20 января 1953 года. А в апреле 1953 года вышел приказ В. М. Мясищева, которым в ОКБ-23 открывались работы по теме «40» — создание сверхзвукового двухступенчатого беспилотного летательного аппарата большой дальности полета; Г. Н. Назаров был назначен ответственным заместителем главного конструктора по этой теме.
В 1958 году Г. Н. Назаров был назначен начальником и главным конструктором государственного союзного ОКБ по стандартизации авиационной техники, в котором проработал до ухода на пенсию, 24 февраля 1975 года.